# Irazema González
Irazema Gónzalez Martínez Olivares (Naucalpan de Juárez, Estado de México; 19 de abril de 1974) es una política mexicana, militante del Partido Revolucionario Institucional. Fue Diputada del Distrito 29 del Congreso del Estado de México con cabecera en Naucalpan de Juárez en la LIX Legislatura del Congreso del Estado de México. Fue diputada federal por el Dtto XXIV para la LXII Legislatura del Congreso de la Unión de México y presidente del DIF municipal. 

## Biografía
Nacida en Naucalpan de Juárez, Estado de México estudió la carrera de Ingeniería química en el Instituto Tecnológico y de Estudios Superiores de Monterrey, y posteriormente una maestría en ciencias en la Universidad Nacional Autónoma de México.

## Familia
Es hija de Azucena Olivares —edil de Naucalpan de Juárez durante el período 2009 — 2012 y de Guillermo González Martínez.